# Boris Vasilev
Boris Vasilev (n. 15 ianuarie 1937, Moscova, RSFS Rusă, URSS – d. 18 iunie 2000, Moscova, Rusia) a fost un ciclist de performanță ce a reprezentat Uniunea Republicilor Sovietice Socialiste, medaliat olimpic. A participat la o ediție a Jocurilor Olimpice (1960) în care a câștigat o medalie de bronz.

## Participări
Lista de mai jos prezintă principalele competiții la care a participat Boris Vasilev de-a lungul carierei.
- Ciclismo ai Giochi della XVII Olimpiade - Tandem[*]